# Vasco da Costa
Pour les articles homonymes, voir da Costa.
Vasco da Costa est un homme politique vénézuélien.

## Biographie
Il est arrêté en 2018 par le pouvoir vénézuélien. Il meurt le 14 août 2022, deux ans après sa libération.